# 100 mètres brasse féminin aux Jeux olympiques d'été de 2020
Navigation
Rio 2016 Paris 2024
Le 100 m brasse femmes est une épreuve des Jeux olympiques d'été de 2020 qui a eu lieu entre les 25 et 27 juillet au Centre aquatique olympique de Tokyo.

## Records
Avant cette compétition, les records dans cette discipline étaient :
| Record du monde  | 1:04.13 | Lilly King | 25 juillet 2017 | Budapest, Hongrie      |
| Record olympique | 1:04.93 | Lilly King | 8 août 2016     | Rio de Janeiro, Brésil |

Le record suivant a été établi pendant la compétition :
| Date       | Tour    | Nom                 | Nationalité    | Temps   | Record |
| ---------- | ------- | ------------------- | -------------- | ------- | ------ |
| 25 juillet | Série 5 | Tatjana Schoenmaker | Afrique du Sud | 1:04.82 | OR     |

## Programme
L'épreuve de 100 m brasse se déroule pendant trois jours consécutifs selon le programme suivant :
Tous les horaires correspondent à l'UTC+9
| Date                     | Horaire | Manche       |
| ------------------------ | ------- | ------------ |
| Dimanche 25 juillet 2021 | 19 h 34 | Séries       |
| Lundi 26 juillet 2021    | 10 h 50 | Demi-finales |
| Mardi 27 juillet 2021    | 11 h 17 | Finale       |

## Médaillés
| Or           | Argent              | Bronze     |
| Lydia Jacoby | Tatjana Schoenmaker | Lilly King |

## Résultats

### Séries
Les seize meilleures nageuses se qualifient pour les demi-finales.
| Rang | Série | Ligne | Nom                     | Nationalité       | Temps   | Remarques |
| ---- | ----- | ----- | ----------------------- | ----------------- | ------- | --------- |
| 1    | 5     | 5     | Tatjana Schoenmaker     | Afrique du Sud    | 1:04.82 | Q, OR, AR |
| 2    | 5     | 4     | Lydia Jacoby            | États-Unis        | 1:05.52 | Q         |
| 3    | 6     | 4     | Lilly King              | États-Unis        | 1:05.55 | Q         |
| 4    | 6     | 5     | Sophie Hansson          | Suède             | 1:05.66 | Q, NR     |
| 5    | 6     | 3     | Martina Carraro         | Italie            | 1:05.85 | Q         |
| 6    | 6     | 6     | Evgeniia Chikunova      | ROC               | 1:06.16 | Q         |
| 7    | 6     | 8     | Ida Hulkko              | Finlande          | 1:06.19 | Q, NR     |
| 8    | 4     | 4     | Yuliya Yefimova         | ROC               | 1:06.21 | Q         |
| 9    | 5     | 6     | Mona McSharry           | Irlande           | 1:06.39 | Q         |
| 10   | 4     | 3     | Tang Qianting           | Chine             | 1:06.47 | Q         |
| 11   | 6     | 2     | Sarah Vasey             | Grande-Bretagne   | 1:06.61 | Q         |
| 12   | 5     | 3     | Chelsea Hodges          | Australie         | 1:06.70 | Q         |
| 13   | 5     | 7     | Lisa Mamié              | Suisse            | 1:06.76 | Q         |
| 14   | 5     | 2     | Eneli Jefimova          | Estonie           | 1:06.79 | Q         |
| 15   | 3     | 1     | Kotryna Teterevkova     | Lituanie          | 1:06.82 | Q         |
| 16   | 3     | 2     | Anna Elendt             | Allemagne         | 1:06.96 | Q         |
| 17   | 4     | 2     | Kanako Watanabe         | Japon             | 1:07.01 |           |
| 18   | 5     | 1     | Jessica Vall            | Espagne           | 1:07.07 |           |
| 19   | 4     | 6     | Reona Aoki              | Japon             | 1:07.29 |           |
| 20   | 4     | 1     | Jessica Hansen          | Australie         | 1:07.50 |           |
| 21   | 4     | 7     | Alina Zmushka           | Biélorussie       | 1:07.58 |           |
| 22   | 3     | 6     | Alia Atkinson           | Jamaïque          | 1:07.70 |           |
| 23   | 4     | 8     | Kelsey Wog              | Canada            | 1:07.73 |           |
| 24   | 6     | 7     | Kierra Smith            | Canada            | 1:07.87 |           |
| 25   | 3     | 4     | Tes Schouten            | Pays-Bas          | 1:07.89 |           |
| 26   | 3     | 5     | Fanny Lecluyse          | Belgique          | 1:07.93 |           |
| 27   | 6     | 1     | Emelie Fast             | Suède             | 1:07.98 |           |
| 28   | 2     | 3     | Andrea Podmaníková      | Slovaquie         | 1:08.36 | NR        |
| 29   | 2     | 5     | Phee Jinq En            | Malaisie          | 1:08.40 | NR        |
| 30   | 3     | 7     | Melissa Rodríguez       | Mexique           | 1:08.76 |           |
| 31   | 3     | 3     | Julia Sebastián         | Argentine         | 1:09.35 |           |
| 32   | 2     | 7     | Tilali Scanlan          | Samoa américaines | 1:10.01 |           |
| 33   | 2     | 4     | Ema Rajić               | Croatie           | 1:10.02 |           |
| 34   | 3     | 8     | Diana Petkova           | Bulgarie          | 1:10.61 |           |
| 35   | 2     | 6     | Emily Santos            | Panama            | 1:12.10 |           |
| 36   | 2     | 8     | Kirsten Fisher-Marsters | Îles Cook         | 1:13.98 |           |
| 37   | 1     | 3     | Emilie Grand'Pierre     | Haïti             | 1:14.82 | NR        |
| 38   | 2     | 2     | Alicia Kok Shun         | Maurice           | 1:15.42 |           |
| 39   | 1     | 5     | Darya Semyonova         | Turkménistan      | 1:16.37 |           |
| 40   | 1     | 4     | Jayla Pina              | Cap-Vert          | 1:16.96 |           |
| 41   | 1     | 2     | Taeyanna Adams          | Micronésie        | 1:25.36 |           |
| 42   | 1     | 7     | Nooran Ba-Matraf        | Yémen             | 1:27.79 |           |
| 43   | 1     | 6     | Aishath Sajina          | Maldives          | 1:33.59 |           |
| —    | 2     | 1     | Claudia Verdino         | Monaco            | DSQ     |           |
| —    | 4     | 5     | Benedetta Pilato        | Italie            | DSQ     |           |
| —    | 1     | 1     | Mariama Touré           | Guinée            | DNS     |           |
| —    | 5     | 8     | Anastasia Gorbenko      | Israël            | DNS     |           |

### Demi-finales
Les huit meilleures nageuses se qualifient pour la finale.
| Rang | Série | Ligne | Nom                 | Nationalité     | Temps   | Remarques |
| ---- | ----- | ----- | ------------------- | --------------- | ------- | --------- |
| 1    | 2     | 4     | Tatjana Schoenmaker | Afrique du Sud  | 1:05.07 | Q         |
| 2    | 2     | 5     | Lilly King          | États-Unis      | 1:05.40 | Q         |
| 3    | 1     | 4     | Lydia Jacoby        | États-Unis      | 1:05.72 | Q         |
| 4    | 1     | 5     | Sophie Hansson      | Suède           | 1:05.81 | Q         |
| 5    | 1     | 6     | Yuliya Yefimova     | ROC             | 1:06.34 | Q         |
| 6    | 1     | 3     | Evgeniia Chikunova  | ROC             | 1:06.47 | Q         |
| 7    | 2     | 3     | Martina Carraro     | Italie          | 1:06.50 | Q         |
| 8    | 2     | 2     | Mona McSharry       | Irlande         | 1:06.59 | Q         |
| 9    | 1     | 7     | Chelsea Hodges      | Australie       | 1:06.60 |           |
| 10   | 1     | 2     | Tang Qianting       | Chine           | 1:06.63 |           |
| 11   | 2     | 7     | Sarah Vasey         | Grande-Bretagne | 1:06.87 |           |
| 12   | 2     | 6     | Ida Hulkko          | Finlande        | 1:07.02 |           |
| 13   | 1     | 8     | Anna Elendt         | Allemagne       | 1:07.31 |           |
| 14   | 2     | 8     | Kotryna Teterevkova | Lituanie        | 1:07.39 |           |
| 15   | 2     | 1     | Lisa Mamié          | Suisse          | 1:07.41 |           |
| 16   | 1     | 1     | Eneli Jefimova      | Estonie         | 1:07.58 |           |

### Finale
Lydia Jacoby remporte la finale du 200 m brasse.
| Rang | Ligne | Nom                 | Nationalité    | Temps   | Remarques |
| ---- | ----- | ------------------- | -------------- | ------- | --------- |
| 1    | 3     | Lydia Jacoby        | États-Unis     | 1:04.95 |           |
| 2    | 4     | Tatjana Schoenmaker | Afrique du Sud | 1:05.22 |           |
| 3    | 5     | Lilly King          | États-Unis     | 1:05.54 |           |
| 4    | 7     | Evgeniia Chikunova  | ROC            | 1:05.90 |           |
| 5    | 2     | Yuliya Yefimova     | ROC            | 1:06.02 |           |
| 6    | 6     | Sophie Hansson      | Suède          | 1:06.07 |           |
| 7    | 1     | Martina Carraro     | Italie         | 1:06.19 |           |
| 8    | 8     | Mona McSharry       | Irlande        | 1:06.94 |           |